# Трей Гауді
Гарольд Вотсон «Трей» Ґауді (англ. Harold Watson «Trey» Gowdy III; нар. 22 серпня 1964, Грінвілл, Південна Кароліна) — американський політик, представляє 4-й округ Південної Кароліни в Палаті представників США з 2011 року. Член Республіканської партії.
У 1986 році закінчив Бейлорський університет, отримав юридичну освіту у 1989 в Університеті Південної Кароліни. Потім він працював юристом.